# 马棘
马棘（学名：Indigofera pseudotinctoria）为豆科木蓝属下的一个种。

## 扩展阅读
- 維基物種上的相關：马棘

[在维基数据编辑]
 《植物名實圖考·馬棘》，出自吳其濬《植物名實圖考》